# Gerrit Jan Jongejans
Gerrit Jan Jongejans (1914-1982) fue un diplomático neerlandés.
- En 1952 fue empleado en la embajada en Tokio.
- El 30 de noviembre de 1955 le fue otorgado Exequatur como Cónsul (servicio exterior) en Hong Kong.
- De 1965 a 1966 fue Encargado de negocios en Pekín. En el transcurso del caso Death of Hsu Tsu-tsai fue declarado persona non grata, rehén del gobierno en Pekín y el 22 de julio de 1966 expulsado de China.[1]
- Del 20 de mayo de 1967 a 1970 fue embajador en Praga.[2]
- De 1972 a 1973 fue embajador en Jerusalén.
- De 1977 a 1978 fue embajador en Islamabad.[3]